# Marimar Estate

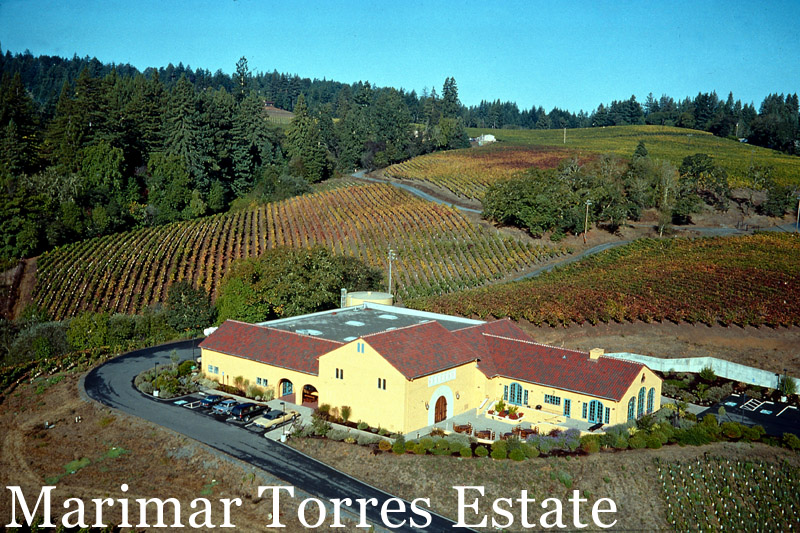
Marimar Torres Estate.

Marimar Estate es una bodega californiana situada en el condado de Sonoma, propiedad de Marimar Torres, hermana de Miguel A. Torres Riera, Presidente de Bodegas Torres.
En 1986 Marimar Torres emprendió el proyecto de plantar un viñedo de 24 Ha en las colinas occidentales de la Denominación Russian River Valley, en Green Valley, Condado de Sonoma, muy cerca del Pacífico: un microclima frío e ideal para el Chardonnay y el Pinot Noir. El viñedo lleva el nombre Don Miguel, en honor a su padre, Miguel Torres Carbó, artífice de la expansión de Torres por el mundo. El viñedo tiene 24 Ha, de las cuales 12 están plantadas con Chardonnay y 14 con Pinot Noir.

El viñedo Doña Margarita, llamado así en honor de la madre de Marimar, se plantó en 2002 y domina el Valle de Freestone, en la denominación Sonoma Coast. Aunque la propiedad tiene 72 hectáreas, sólo ocho de ellas están dedicadas a la viña y plantadas con Pinot Noir. Gran parte de la finca se mantiene intocable y es lugar de abundante fauna silvestre y flora indígena.
En el viñedo de Sonoma se han reproducido con éxito experiencias ancestrales de la viticultura mediterránea, como la conducción vertical de viñas, la elección de portainjertos más residentes a la filoxera o un marco de plantación de 2mx1m (5.000 cepas por ha). En ambos viñedos se cultiva orgánicamente desde 2003.
La bodega, con capacidad para 15.000 cajas, está situada en lo alto de una colina en medio del viñedo. Los vinos Marimar Estate se exportan a más de 40 países, principalmente Suecia, España, Reino Unido, Canadá, Japón, Islandia, entre otros.

## Enlaces de interés
- Estado de California (en inglés)
- web Oficial Primum Familiae Vini (en inglés)
- web Fundación para la Investigación del Vino y Nutrición (España)
- web Alcohol in Moderation (en inglés, francés y alemán)

- Datos: Q4891963